# In Rache vereint
In Rache vereint (Originaltitel: The Great Missouri Raid) ist ein US-amerikanischer Western aus dem Jahr 1951 von Gordon Douglas mit Wendell Corey und Macdonald Carey in den Hauptrollen. Der Film wurde von Paramount Pictures produziert und basiert auf dem 1949 veröffentlichten Roman Broken Lance von Frank Gruber.

## Handlung
Kurz vor Ende des Amerikanischen Bürgerkrieges werden Jesse und Frank James zusammen mit ihren Freunden, den Younger-Brüdern, von der Unions-Armee gejagt, weil sie Mitglieder der berüchtigten Südstaaten-Guerillatruppe unter William Quantrill waren. Auf der James-Farm wollen Unions-Soldaten Dr. Samuels aufhängen. Samuels ist Jesses und Franks Stiefvater und weigert sich, deren Aufenthaltsort zu verraten. Kurz vor der Hinrichtung erreichen die James- und die Younger-Brüder die Farm. Bei dem folgenden Gefecht tötet Frank einen der Soldaten.
Nach dem Ende des Krieges begibt sich Frank in die Stadt Independence, um dort um Amnestie zu bitten. Major Trowbridge, der Marshal der Stadt, will sie ihm und seinen  Freunden bewilligen, wenn sie ihre Loyalität beweisen. Der Major ist allerdings auf Rache aus, denn der Soldat, den Frank erschoss, war sein Bruder. Als Frank mit Jesse und seinen Freunden in die Stadt reiten, geraten sie in einen Hinterhalt von Unions-Soldaten, die die weiße Fahne ignorieren, die sie schwenken. Bei der Schießerei wird Jesse verletzt, ebenso vier Soldaten. Mrs. Samuels bringt Jesse zur Farm seiner Tante in Nebraska, die anderen sollen sich in der Zwischenzeit ruhig verhalten. Jesse begegnet seiner Kusine Bee Moore, die beiden werden ein Paar.
Nach seiner Genesung reitet Jesse zur Familienfarm, um dort mit Frank und den anderen zusammenzutreffen. Es kommt zu einer bewaffneten Auseinandersetzung mit Unions-Soldaten. Frank, Jesse und die anderen werden nun steckbrieflich gesucht und flüchten in die Wälder. Cole Younger schlägt vor, Banken zu überfallen. Nach dem ersten Überfall lässt Trowbridge die James-Farm umstellen. Jesse und Frank können entkommen und beginnen eine Serie von Überfällen.
Ein Jahr später verkündet Trowbridge bei einem Banker-Meeting in St. Louis, dass er seinen Dienst als Marshal quittiert und eine Detektei eröffnet hat. Immer noch auf Rache aus schwört er, die James-Bande festzusetzen. Er versichert den Bankern, dass er über Spione in der Bande verfügt. Jesse und Frank sind auf die heimische Farm zurückgekehrt. Jack Ladd, ein Arbeiter auf einer benachbarten Farm, kommt ihnen verdächtig vor. Nach der Hochzeit von Jesse und Bee wird die Farm von Männern überfallen, die von Ladd angeführt werden. Jesse und Frank entkommen erneut, doch Mrs. Samuels wird bei dem Kampf verletzt. Diese Verletzung erzürnt Jesse so sehr, dass er, trotz Bees Protest, zurückkehrt. Auf der Farm erkennt Jesse Ladds falsches Spiel und besiegt ihn in einem Shootout. Die Bande begeht weitere Banküberfälle, in erster Linie auf Geldinstitute, die mit Trowbridge zusammenarbeiten. Mit der Zeit kommen auch Eisenbahnüberfälle hinzu. Frank nimmt unter einem falschen Namen Arbeit auf der Bauer-Farm an. Heimlich beginnt er eine Affäre mit der Farmerstochter Mary.
Einer der Eisenbahnüberfälle geht schief. Zwei Bandenmitglieder werden von Trowbridges Männern erschossen und Bill Younger verwundet. Die Youngers werden verfolgt und festgenommen, während Frank und Jesse auf die Bauer-Farm flüchten. Frank versteckt Jesse in der Scheune und gesteht Mary seine wahre Identität. Das Gespräch wird vom Arbeiter August mitgehört, der Frank danach mit der Pistole bedroht. Frank kann August erschießen und mit Jesse und Mary flüchten. Frank und Mary heiraten kurz darauf.
Jesse, Frank und Mary besuchen Mrs. Samuels und Bee in deren neuen Haus. Die drei nehmen neue Namen an. Auch wenn auf die Ergreifung 10.000 Dollar ausgesetzt sind, gründet Jesse eine neue Bande. Bee hat genug von dieser Art Leben und beschwert sich bei Jesse. Eines Abends wird der Bruder eines früheren Bandenmitglieds von dem neuen Mitglied Dick Liddil erschossen. Liddil fürchtet Jesses Zorn und stellt sich selber Trowbridge. Im Gegenzug für eine Begnadigung informiert er den Detektiv über Bob Ford, der von Jesse als Bandenmitglied abgelehnt wurde. Der wäre bereit, für die Belohnung Jesse zu töten.
Frank erklärt seinem Bruder, dass er genug vom Verbrecherleben habe und mit Mary nach Europa reisen werde. Jesse solle in sich gehen und das Gleiche tun. Als kurz darauf Trowbridge von einem Taschendieb getötet wird, informiert Jesse Bob Ford und dessen Bruder Charles, dass er mit Frank gehen werde. Er dreht sich um, rückt ein Bild seiner Mutter gerade und wird von Bob in den Rücken geschossen. Bee hört den Schuss und eilt hinunter. Jesse stirbt in ihren Armen.

## Produktion

### Hintergrund
Gedreht wurde der Film von Ende Mai bis Anfang Juli 1950 auf der Iverson Movie Ranch in Chatsworth und auf der RKO Encino Ranch in Encino.
Zum ersten Mal wurde bei einem Spielfilm ein hydraulischer Kamerakran eingesetzt. Zudem nutzte Kameramann Rennahan einen Generator, um bei Innenaufnahmen die Zugwaggons dem grellen Sonnenschein entsprechend auszuleuchten.

### Stab
John B. Goodman oblag die künstlerische Leitung. Bertram C. Granger war für das Szenenbild zuständig. Yakima Canutt war der Regisseur der Second Unit.

### Besetzung
In kleinen nicht im Abspann erwähnten Nebenrollen traten Rudy Bowman, Frank Ferguson und Ray Teal auf.

## Synchronisation
Die deutsche Synchronfassung entstand 1951 im Auftrag der Berliner Synchron GmbH Wenzel Lüdecke.
| Rolle            | Schauspieler     | Deutscher Synchronsprecher |
| ---------------- | ---------------- | -------------------------- |
| Frank James      | Wendell Corey    | Fritz Tillmann             |
| Jesse James      | Macdonald Carey  | Siegfried Schürenberg      |
| Bee Moore        | Ellen Drew       | Elisabeth Ried             |
| Major Trowbridge | Ward Bond        | Paul Wagner                |
| Cole Younger     | Bruce Bennett    | Heinz Giese                |
| Jim Younger      | Bill Williams    | Klaus Schwarzkopf          |
| Charles Ford     | Louis Jean Heydt | Klaus Miedel               |
| Sgt. Trowbridge  | James Millican   | Peter Petersz              |
| Jim Cummings     | Ethan Laidlaw    | Toni Herbert               |
| Jack Ladd        | James Griffith   | Walter Bluhm               |
| Dick Liddil      | Alan Wells       | Paul Edwin Roth            |
| Robert Ford      | Whit Bissell     | Friedrich Joloff           |
| Zeuge            | King Donovan     | Hans Hessling              |
| Bankangestellter | Frank Ferguson   | Hans Emons                 |

Anmerkung: Die kursiv geschriebenen Namen sind Rollen und Darsteller, die nicht im Abspann erwähnt wurden.

## Veröffentlichung
Die Premiere des Films fand am 22. Februar 1951 statt. In der Bundesrepublik Deutschland kam er am 30. Mai 1952 in die Kinos, in Österreich im Dezember 1952.

## Kritiken
Das Lexikon des internationalen Films schrieb: „Ein weitschweifiger und schwülstiger Western: Ohne Überzeugungskraft und mit fragwürdiger Heroisierung versucht der Film, die Entwicklung der Brüder James psychologisch und historisch zu erklären und zu entschuldigen.“
Ähnlich befand die Filmzeitschrift Cinema: „(Gordon Douglas) schwülstige Verfilmung des Stoffes gehört nicht zu den besten: Statt sich an die Fakten zu halten, versucht Douglas mit fragwürdiger Heroisierung, das Gangster-Duo reinzuwaschen. Fazit: Fragwürdig und ohne Überzeugungskraft.“
Der Kritiker der The New York Times notierte, die professionellen Darsteller und die Nutzung von Technicolor machen den Film freundlicher, wenn nicht sogar überzeugender. Ein bisschen weniger überzeugend sei der sympathisierende Ansatz mit der alten Legende.
Der Kritiker des TV Guide sah hingegen eine gut gemachte Umsetzung.